# Lawrence M. Small
Lawrence M. Small, né le 14 septembre 1941, est président et chef de l'exploitation de la Federal National Mortgage Association et 11e secrétaire de la Smithsonian Institution.

## Carrière
Small grandit dans la banlieue de New Rochelle, New York. Il est diplômé du New Rochelle High School suivi de l'Université Brown en 1963 où il obtient un baccalauréat en littérature espagnole. Il occupe des postes de direction chez Citigroup et Citibank avant de devenir président et directeur de l'exploitation de la FNMA, poste qu'il occupe entre 1991 et 2000. Il est administrateur de Chubb Corporation et siège aux conseils d'administration de Marriott International, du Spanish Repertory Theatre de New York, de la National Gallery of Art, du John F. Kennedy Center for the Performing Arts et du Woodrow Wilson International Center for Scholar.

## Smithsonian Institution
Le conseil d'administration du Smithsonian nomme Small au poste de secrétaire le 24 janvier 2000 en raison de son expérience en gestion. Ils espèrent qu'il serait en mesure d'améliorer la gestion et la collecte de fonds de l'institution, apportant une compétence commerciale à ce qui est traditionnellement une institution très académique. Il élargit le parrainage commercial des expositions des musées. Roger Sant, le président du comité exécutif du Board of Regents, affirme que Small avait aidé à lever 1,1 milliard de dollars pour l'institution et a lui-même contribué un demi-million de dollars.
Les plans de Small se heurtent à une résistance considérable. En 2001, Small retire sa proposition de fermer le Centre de conservation et de recherche de Front Royal, en Virginie (maintenant le Smithsonian Conservation Biology Institute) après une forte opposition des scientifiques.
En 2006, le Smithsonian conclut un accord avec Showtime Networks pour créer Smithsonian Networks, une coentreprise pour créer des programmes télévisés avec les ressources du Smithsonian. La controverse sur l'accord se déclenche lorsqu'il est révélé que le réseau a le droit de premier refus pour les documentaires commerciaux qui dépendent fortement des collections ou du personnel du Smithsonian.
En 2007, l'inspecteur général par intérim du Smithsonian A. Sprightley Ryan examine les dépenses de Small et signale que 90 000 $ de dépenses entre 2000 et 2005 n'étaient pas autorisées, ce qui incite le groupe de surveillance Citizens for Responsibility and Ethics à Washington à faire appel au procureur général Alberto Gonzales pour enquêter et voir si les dépenses ont violé la loi fédérale. Le Sénat américain gèle une augmentation des crédits de 17 millions de dollars pour le Smithsonian, citant la rémunération de Small comme excessive. Le 26 mars, Small démissionne de son poste.
Un rapport indépendant ultérieur commandé par le Smithsonian critique vivement le style de gestion «impérialiste et insulaire» de Small, notamment une résistance documentée au partage d'informations avec les régents et le comité d'audit. Il conteste également les affirmations antérieures faites au nom de Small sur l'étendue de ses réalisations personnelles en matière de collecte de fonds.